# Tracey Ullman
Tracey Ullman (Slough, 1959. december 30. –) Golden Globe- és többszörös Primetime Emmy-díjas brit énekesnő, színésznő, humorista, producer, rendező, forgatókönyvíró és üzletasszony. 

## Élete és pályafutása
1987 és 1990 között saját televízióműsora volt az Egyesült Államokban The Tracey Ullman Show címmel. 1996 és 1999 között az HBO vetítette Tracey Takes On... című műsorát. Ullman volt az első brit nő, akinek az Egyesült Államokban és az Egyesült Királyságban is volt televíziós műsora.
2016-ban visszatért Nagy-Britanniába és ahol először a Tracey Ullman Showval jelentkezett a BBC-n, majd pedig 2017-ben elindította a Tracey Breaks the Newst is. Ullman 2017-ben a leggazdagabb brit színésznő és komika volt, valamint a harmadik leggazdagabb brit humorista.

## Filmográfia

### Film
| Év   | Magyar cím                                 | Eredeti cím                     | Szerep                          | Magyar hang    |
| ---- | ------------------------------------------ | ------------------------------- | ------------------------------- | -------------- |
| 1984 | Add át üdvözletem a Broad Streetnek        | Give My Regards to Broad Street | Sandra                          | Csonka Ibolya  |
| 1984 |                                            | The Young Visiters              | Ethel Monticue                  |                |
| 1985 | Bőség                                      | Plenty                          | Alice Park                      | Szénási Kata   |
| 1986 | Spiclik, sipirc                            | Jumpin' Jack Flash              | Fiona                           |                |
| 1989 | Boldogan éltek, míg meg nem haltak         | Happily Ever After              | Viharocska / Holdsugár (hangja) |                |
| 1990 | Szeretlek holtodiglan                      | I Love You to Death             | Rosalie Boca                    | Tóth Enikő     |
| 1992 | Jól áll neki a halál (törölt jelenet)      | Death Becomes Her               | Toni                            |                |
| 1993 | Robin Hood, a fuszeklik fejedelme          | Robin Hood: Men in Tights       | Latrina                         | Pálos Zsuzsa   |
| 1993 |                                            | Household Saints                | Catherine Falconetti            |                |
| 1994 | Bármit megteszek                           | I'll Do Anything                | Beth Hobbs                      | Borbás Gabi    |
| 1994 | Lövések a Broadwayn                        | Bullets over Broadway           | Eden Brent                      | Borbás Gabi    |
| 1994 | Pret-a-porter – Divatdiktátorok            | Prêt-à-Porter                   | Nina Scant                      | Kiss Erika     |
| 1996 | A varázsige: I love you (törölt jelenet)   | Everyone Says I Love You        | ismeretlen szerep               |                |
| 2000 |                                            | C-Scam                          | ismeretlen szerep               |                |
| 2000 | Pánik                                      | Panic                           | Martha                          | Antal Olga     |
| 2000 | Süti, nem süti                             | Small Time Crooks               | Frenchy                         | Csere Ágnes    |
| 2000 | Süti, nem süti                             | Small Time Crooks               | Frenchy                         | Borbás Gabi    |
| 2004 | Szégyen és gyalázat                        | A Dirty Shame                   | Sylvia Stickles                 | Szirtes Ági    |
| 2004 |                                            | The Cat That Looked at a King   | Macska (hangja)                 |                |
| 2005 | A halott menyasszony                       | Corpse Bride                    | Nell Van Dort (hangja)          | Molnár Piroska |
| 2005 | A halott menyasszony                       | Corpse Bride                    | Hildegarde (hangja)             | Illyés Mari    |
| 2005 | Eszeveszett birodalom 2. – Kronk, a király | Kronk's New Groove              | Ms. Birdwell (hangja)           | Náray Erika    |
| 2006 | A királynő                                 | The Queen                       | önmaga (archív felvétel)        | Keönch Anna    |
| 2007 | Anyád lehetnék                             | I Could Never Be Your Woman     | Anyatermészet                   | Kocsis Mariann |
| 2007 | Anyád lehetnék                             | I Could Never Be Your Woman     | Anyatermészet                   | Németh Kriszta |
| 2008 | Cincin lovag                               | The Tale of Despereaux          | Göbe Baba (hangja)              | Kocsis Mariann |
| 2014 | Vadregény                                  | Into the Woods                  | Jankó anyja                     | Andresz Kati   |
| 2020 | Előre                                      | Onward                          | Grecklin (hangja)               | Bertalan Ágnes |
| 2020 | The Prom – A végzős bál                    | The Prom                        | Vera Glickman                   | Vándor Éva     |

### Televízió
- 2003: Tracey Ullman in the Trailer Tales
- 2014: Így jártam anyátokkal (How I Met Your Mother , 3 epizód)
- 2017: Howards End

## Díjak és jelölések
- 1988: 45. Golden Globe-gálán a legjobb alakítás televíziós sorozat kategóriában kapott  a Golden Globe-díjat.
- 1989: Emmy-díj a Tracey Ullman Show-ért
- 1990: Emmy-díj a Tracey Ullman Show-ért
- 1998: Satellite-díjat

## Fordítás
- Ez a szócikk részben vagy egészben  a   Tracey Ullman című német Wikipédia-szócikk fordításán alapul.  Az eredeti cikk szerkesztőit annak laptörténete sorolja fel. Ez a jelzés csupán a megfogalmazás eredetét és a szerzői jogokat jelzi, nem szolgál a cikkben szereplő információk forrásmegjelöléseként.